# Northorpe (West Lindsey)
Northorpe est une paroisse civile et un village du Lincolnshire, en Angleterre.